# Apamea rubrirena
Apamea rubrirena là một loài bướm đêm thuộc họ Noctuidae. Nó được tìm thấy ở miền bắc và Tây Âu, phía đông xuyên suốt Nga và châu Á tới Nhật Bản và Hàn Quốc. Nó cũng có mặt trên quần đảo Kuril, quần đảo Aleutian và cũng được báo cáo từ Alaska vào những năm đầu 1989.
Sải cánh khoảng 40–51 mm. Ấu trùng ăn nhiều loại cỏ, bao gồm Festuca altissima và Calamagrostis arundinacea. Con trưởng thành hút mật hoa từ Rubus, Cirsium oleraceum, Silene vulgaris và Phyteuma.

## Hình ảnh

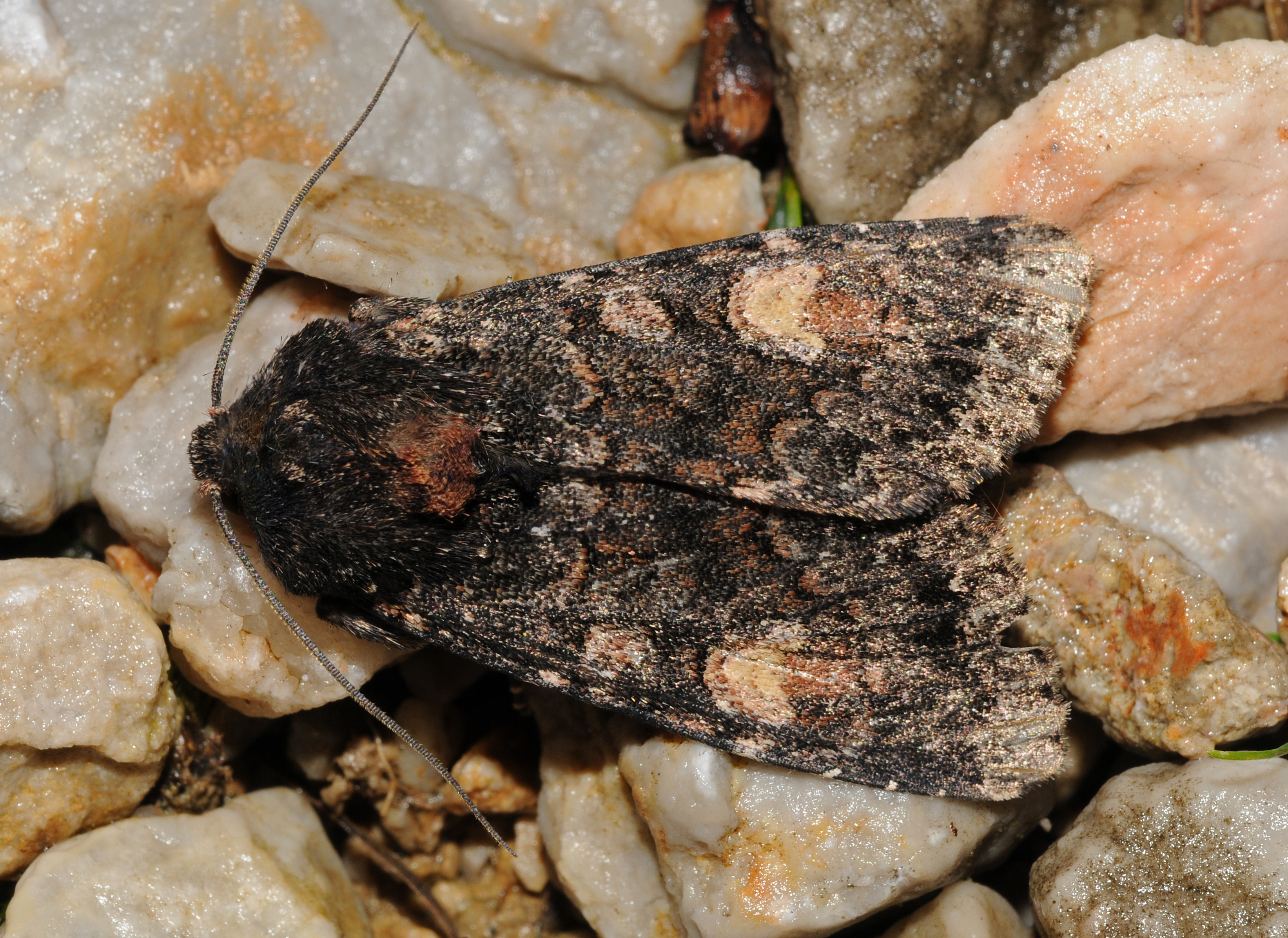
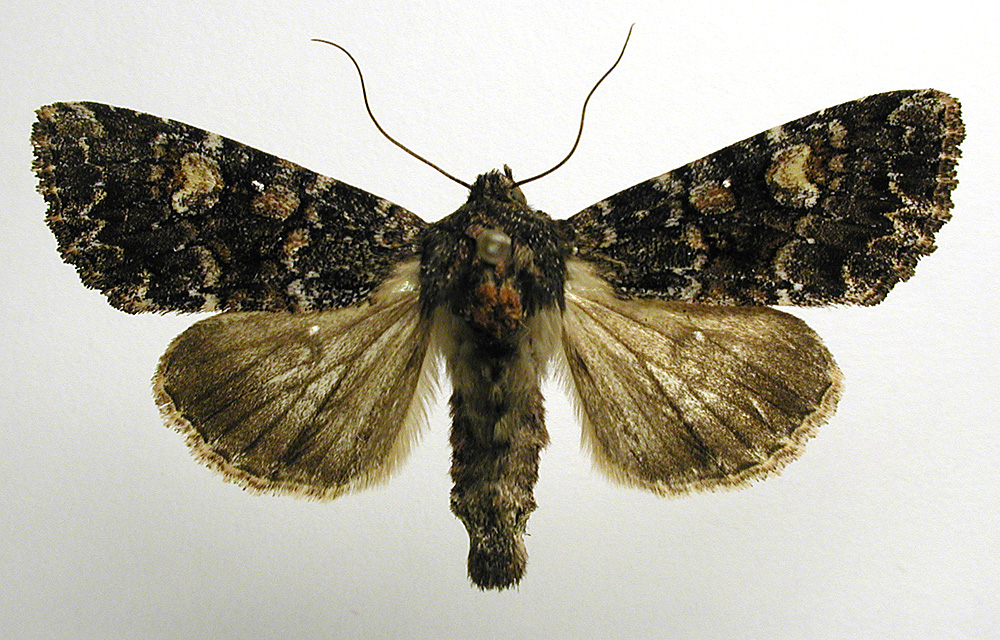